# Bauordnungsmaßnahme
Unter Bauordnungsmaßnahme versteht man im deutschen Baurecht einen Verwaltungsakt, mit dem die Bauaufsichtsbehörde die Anforderungen, die das öffentliche Baurecht an bauliche Anlagen stellt, durchsetzen kann. Als repressive Eingriffsmöglichkeiten treten Bauordnungsmaßnahmen neben das präventive Instrument des Baugenehmigungsvorbehalts. Da das Bauordnungsrecht in Deutschland in die Gesetzgebungskompetenz der Länder fällt, gibt es keine bundesweit geltende Regelung. Die Regelungen in den einzelnen Bundesländern sind jedoch im Wesentlichen vergleichbar. Die nachfolgenden Ausführungen nehmen beispielhaft Bezug auf die Rechtslage in Niedersachsen.

## Gemeinsamkeiten
Allen Bauordnungsmaßnahmen gemeinsam sind die Anforderungen an ihre formelle Rechtmäßigkeit. Die Zuständigkeit liegt regelmäßig bei den Landkreisen bzw. kreisfreien Städte, in einigen Bundesländern liegt die Zuständigkeit auch beim Landratsamt. Teilweise sind aber statt der Landkreise auch ausreichend verwaltungskräftige kreisangehörige Gemeinden zuständig, so etwa in Niedersachsen die großen selbständigen Städte. Das Verfahren erfordert eine Erörterung der Angelegenheit mit den Betroffenen, vgl. § 79 Abs. 4 der Niedersächsischen Bauordnung (NBauO). Dies geht über die bei jedem Verwaltungsakt erforderliche Anhörung hinaus, weil die Behörde hier auch darlegen muss, welche Maßnahmen aus ihrer Sicht in Betracht kommen und warum sie in welcher den geringstmöglichen Eingriff sieht. Eine besondere Form ist nicht vorgeschrieben, eine Bauordnungsmaßnahme kann also auch mündlich ergehen. Allerdings empfiehlt es sich für den Bürger in diesem Fall, von seinem allgemeinen verwaltungsrechtlichen Anspruch auf eine schriftliche Bestätigung nach § 37 Abs. 2 Satz 2 VwVfG Gebrauch zu machen.
In materiell-rechtlicher Hinsicht setzen alle Bauordnungsmaßnahmen eine Verantwortlichkeit des Adressaten voraus und handelt es sich bei allen um Ermessensentscheidungen.

## Baueinstellungsverfügung
Eine Baueinstellungsverfügung, umgangssprachlich eher als „Baustopp“ bekannt, kann ergehen, wenn die gerade laufenden Bauarbeiten rechtswidrig sind (vgl. § 79 Abs. 1 Nr. 1, 1. Alt. NBauO), oder wenn verwendete Bauprodukte nicht den Anforderungen genügen (vgl. § 79 Abs. 1 Nr. 2 NBauO). Inhalt ist das Verbot des Weiterbauens. Ausreichend ist formelle oder materielle Baurechtswidrigkeit. Es genügt also bei einem genehmigungsbedürftigen Vorhaben schon, dass es ohne Baugenehmigung ausgeführt wird, auch wenn es an sich genehmigungsfähig ist. In diesem Fall dient die Verfügung nur dazu, den Zweck des Baugenehmigungsverfahrens sicherzustellen, nicht zur endgültigen Verhinderung des Vorhabens.

## Anordnung der Vornahme erforderlicher Arbeiten
Anstelle eines Baustopps kann die Behörde gegebenenfalls als milderes Mittel auch die Vornahme zur Herstellung baurechtskonformer Zustande erforderlicher Arbeiten gebieten (vgl. § 79 Abs. 1 Nr. 1, 2. Alt. NBauO). Diese Rechtsgrundlage kann zu einem Modernisierungs- und Instandsetzungsgebot gemäß § 177 BauGB in Konkurrenz treten.

## Untersagung der Verwendung bestimmter Bauprodukte
Weiterhin kann die Baubehörde die Verwendung bestimmter Bauprodukte untersagen (§ 79 Abs. 1 Nr. 3 NBauO).

## Baubeseitigungsverfügung
Inhalt einer im Volksmund als Abrissverfügung oder Abbruchverfügung bezeichneten Baubeseitigungsverfügung (vgl. § 79 Abs. 1 Nr. 4 NBauO; § 79 Abs. 1 BauO LSA) ist das Gebot, die bauliche Anlage ganz oder teilweise zu beseitigen und damit auch den davon verkörperten wirtschaftlichen Wert zu vernichten. Dafür muss grundsätzlich sowohl formelle als auch materielle Illegalität gegeben sein, d. h. dass eine Baugenehmigung notwendig ist, aber nicht vorliegt (formelle Illegalität) und die Anlage auch nicht genehmigungsfähig ist (materielle Illegalität).
Dies ergibt sich im Wege der verfassungskonformen Auslegung der Rechtsgrundlage am Maßstab der Eigentumsfreiheit daraus, dass es sich um den für den Adressaten wirtschaftlich schwerwiegendsten Eingriff handelt. Lediglich bei genehmigungsfreien Bauvorhaben genügt naturgemäß die materielle Baurechtswidrigkeit. Aufgrund der Legalisierungswirkung einer rechtswirksamen Baugenehmigung kann eine Abrissverfügung gegebenenfalls nur ergehen, wenn zugleich die Voraussetzungen der Aufhebung der Baugenehmigung erfüllt sind.
Das städtebauliche Abbruchgebot im Sinne des § 179 des Baugesetzbuchs (BauGB) verpflichtet den Eigentümer dagegen nur, die ganze oder teilweise Beseitigung einer baulichen Anlage zu dulden. Voraussetzung ist, dass die bauliche Anlage den Festsetzungen eines Bebauungsplans nicht entspricht und ihnen auch nicht angepasst werden kann oder sie städtebauliche Mängel und Missstände aufweist, die durch eine Modernisierung oder Instandsetzung nicht behoben werden können.

## Baunutzungsuntersagung
Eine Baunutzungsuntersagung (vgl. § 79 Abs. 1 Nr. 5 NBauO; § 79 Abs. 1 Satz 2 BauO LSA; § 77 Satz 2 ThürBO) hat das Verbot der Benutzung einer baulichen Anlage zum Inhalt. Insbesondere geht es dabei um Wohnungen, die für unbewohnbar erklärt werden. Das für ein solches Verbot erforderliche Ausmaß an Illegalität ist umstritten.
Die Rechtsprechung der Oberverwaltungsgerichte lässt teilweise die formelle Baurechtswidrigkeit genügen.
Nach anderer Ansicht ist dagegen wegen der vergleichbar weitreichenden wirtschaftlichen Folgen derselbe Maßstab anzulegen wie bei der Baubeseitigungsverfügung. Es muss also auch materielle Illegalität gegeben sein.
Die wohl herrschende, vermittelnde Lehrmeinung lässt bei den Voraussetzungen formelle Baurechtswidrigkeit genügen, berücksichtigt das Vorliegen bzw. Fehlen materieller Rechtsverstöße jedoch bei der Ermessensprüfung. Bei evidenter materieller Legalität soll danach eine Baunutzungsuntersagung ermessensfehlerhaft sein.